# Carl Neudel
Carl Neudel (Baiersdorf, 16 juli 1842 – Augsburg, 13 juni 1897) was een Duits componist en militaire kapelmeester. Zijn zoon Albert Neudel (1867-1942) was eveneens componist en dirigent.

## Levensloop
Neudel was militaire muzikant en was van 1872 tot aan zijn dood "Königlich bayerischer Kapellmeister" van het Militaire muziekkorps van het Beierse Infanterie-Regiment nr. 3 te Augsburg. Omdat prins Karel van Beieren hoofd van het Beierse Infanterie-Regiment nr. 3 in Augsburg was heeft de componist hem de Prins Karel Mars opgedragen. Verder is van hem ook de Schintling Marsch voor piano (vierhandig) en de Frohsinn, polka mazurka voor orkest bekend. De componist Carl Herchet heeft Neudel in 1897 de Fest-Jubiläums-Marsch ter gelegenheid van het zilveren dienstjubileum als dirigent opgedragen.

## Media
1. ↑  Afbeelding van de titelpagina van de Fest-Jubiläums-Marsch van Carl Herchet